# CAC Sabre
CAC Sabre, đôi khi còn gọi là Avon Sabre hay CA-27, là một biến thể của loại máy bay tiêm kích North American Aviation F-86F Sabre do Australia chế tạo. F-86F được thiết kế lại và chế tạo bởi hãng Commonwealth Aircraft Corporation (CAC).

## Phát triển
Năm 1951, CAC đạt được thỏa thuận để có giấy phép chế tạo F-86. Phiên bản do CAC chế tạo sẽ sử dụng động cơ phiên bản Rolls-Royce Avon R.A.7. Phiên bản động cơ này được thiết kế lại phần thân khiến nó ngắn hơn, rộng hơn và nhẹ hơn so với động cơ General Electric J47 được trang bị trên các máy bay do North American chế tạo. Vì động cơ thay đổi nên nó thường được gọi là Avon Sabre. Để phù hợp với động cơ Avon, trên 60% thân máy bay đã được thiết kế lại cùng với phần khe hút gió được mở rộng thêm 25% kích thước. Một thay đổi quan trọng khác là việc thay thế 6 khẩu súng máy của F-86F bằng 2 khẩu pháo ADEN 30 mm, ngoài ra còn thay đổi buồng lái và tăng khả năng chứa nhiên liệu.

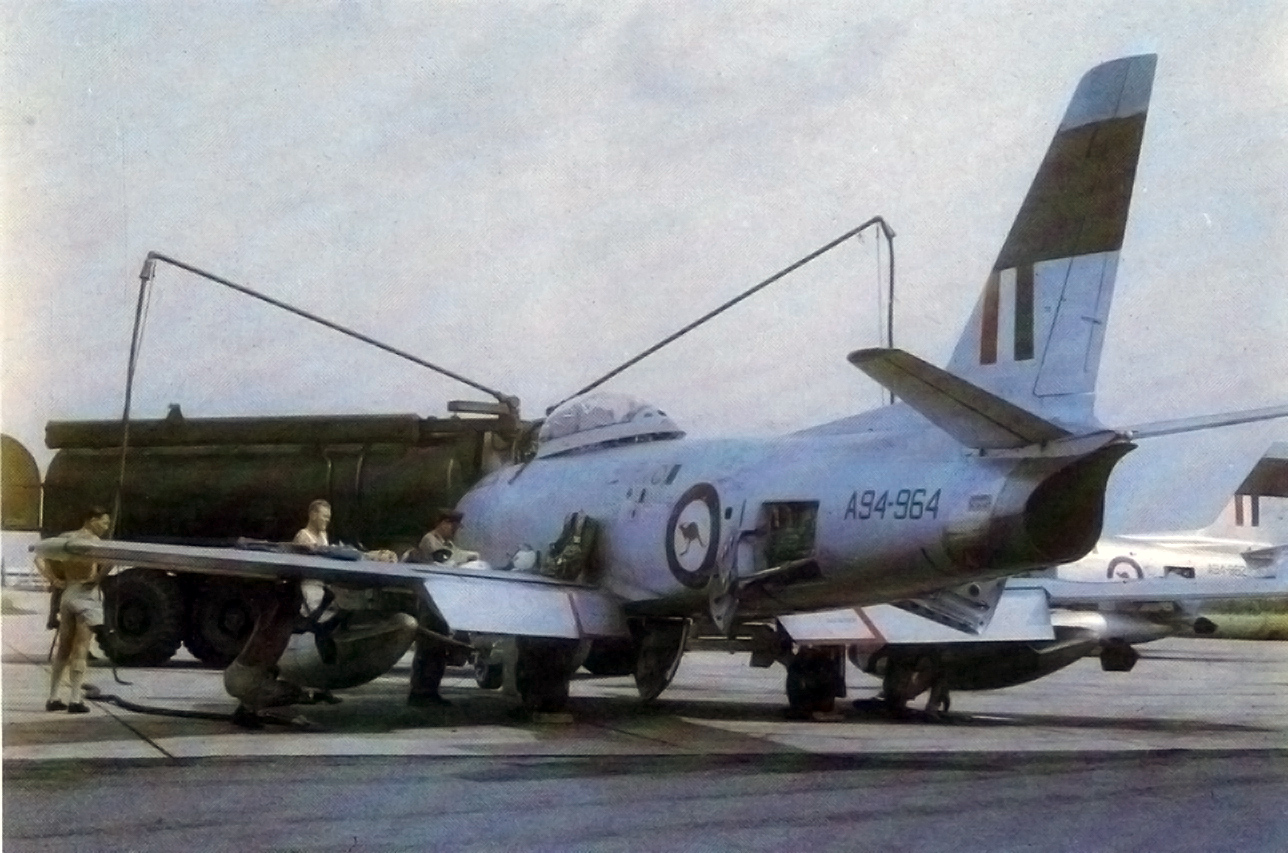
A94-964 và A94-982 (Mk 32) tại Thái Lan vào đầu thập niên 1960.

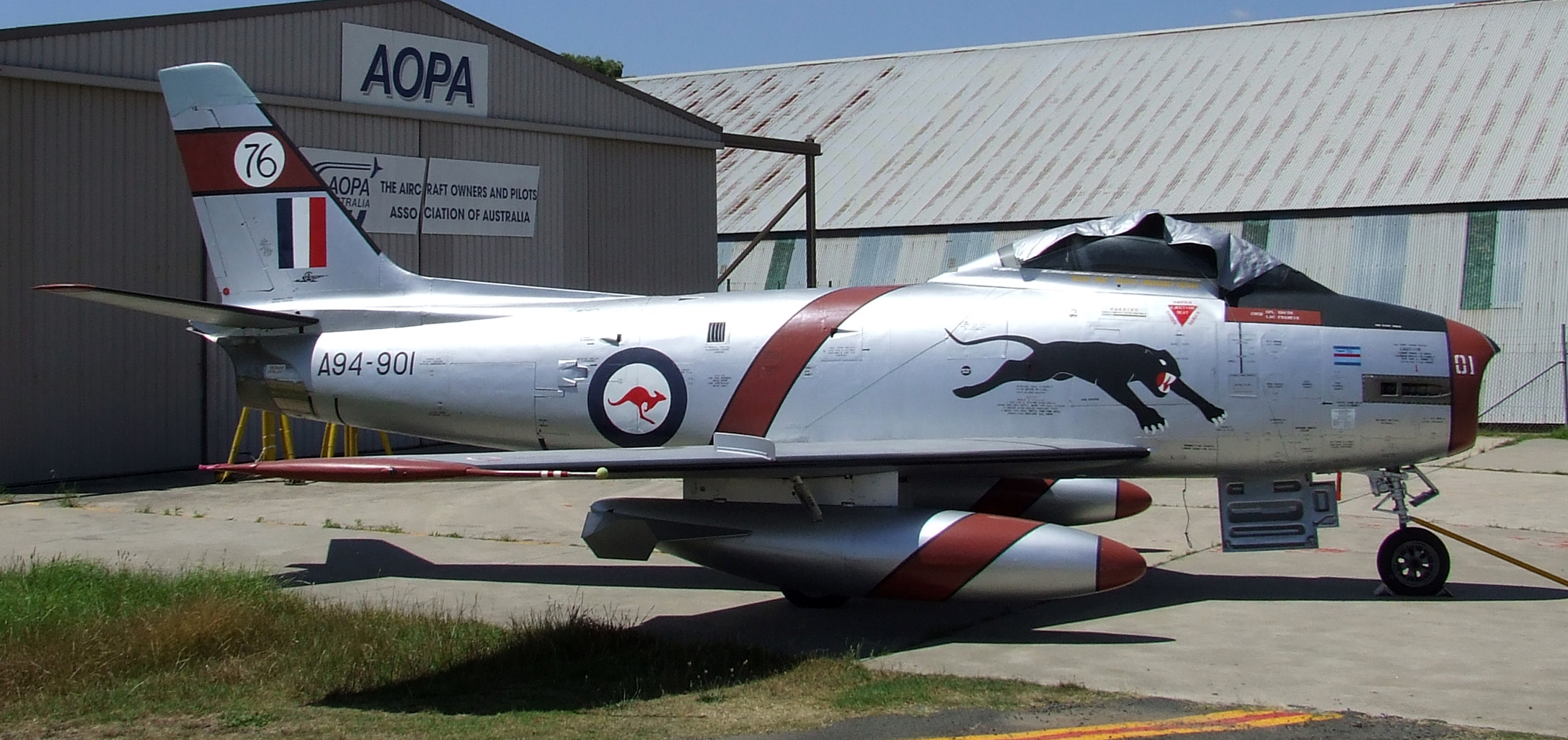
A94-901 (Mk 30), CAC Sabre lô sản xuất đầu tiên, sơn màu của đội biểu diễn "Black Panthers" phi đoàn 76 RAAF.

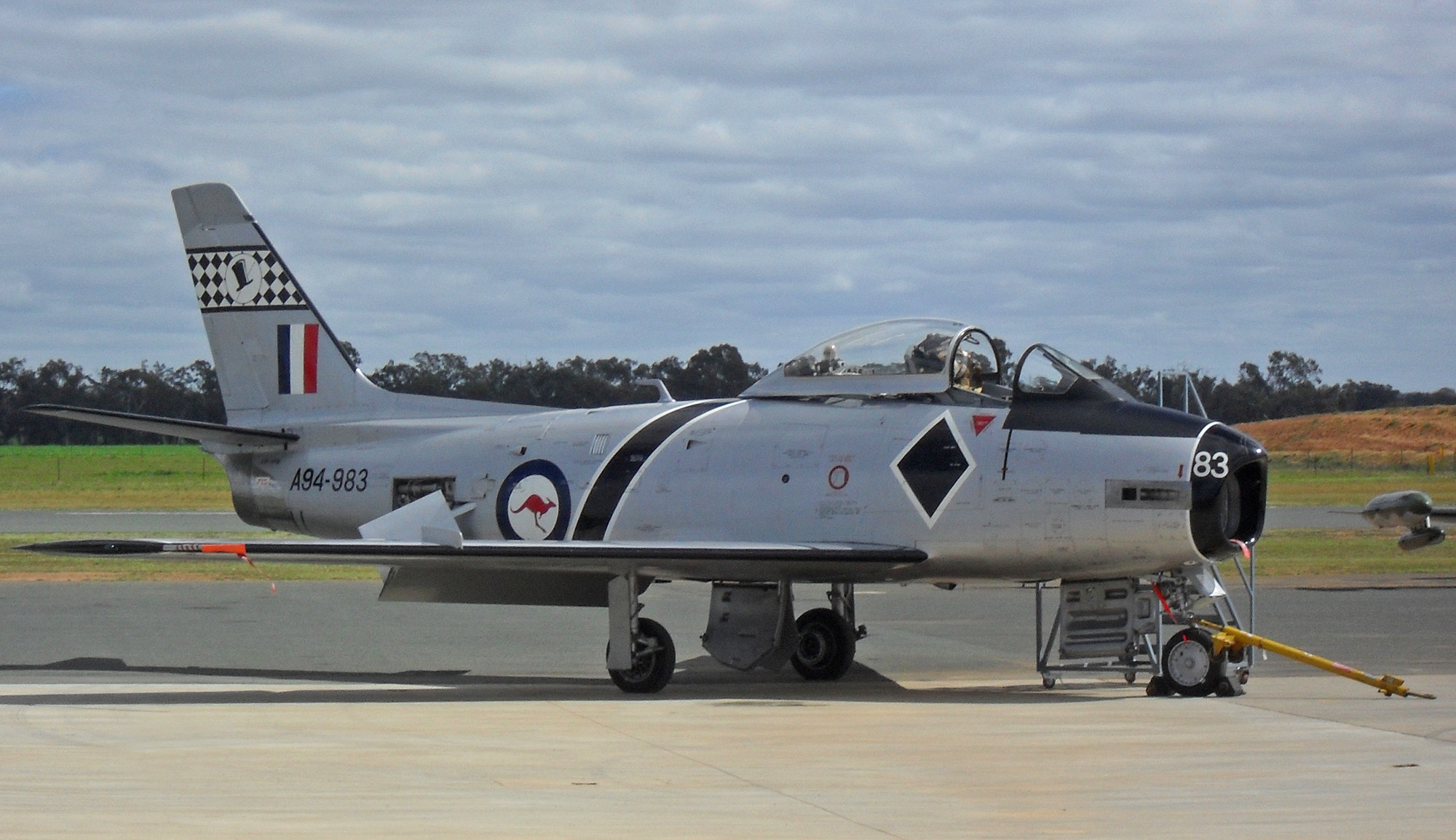
CAC Sabre Mk 32 (A94-983) trưng bày tại Bảo tàng hàng không Temora

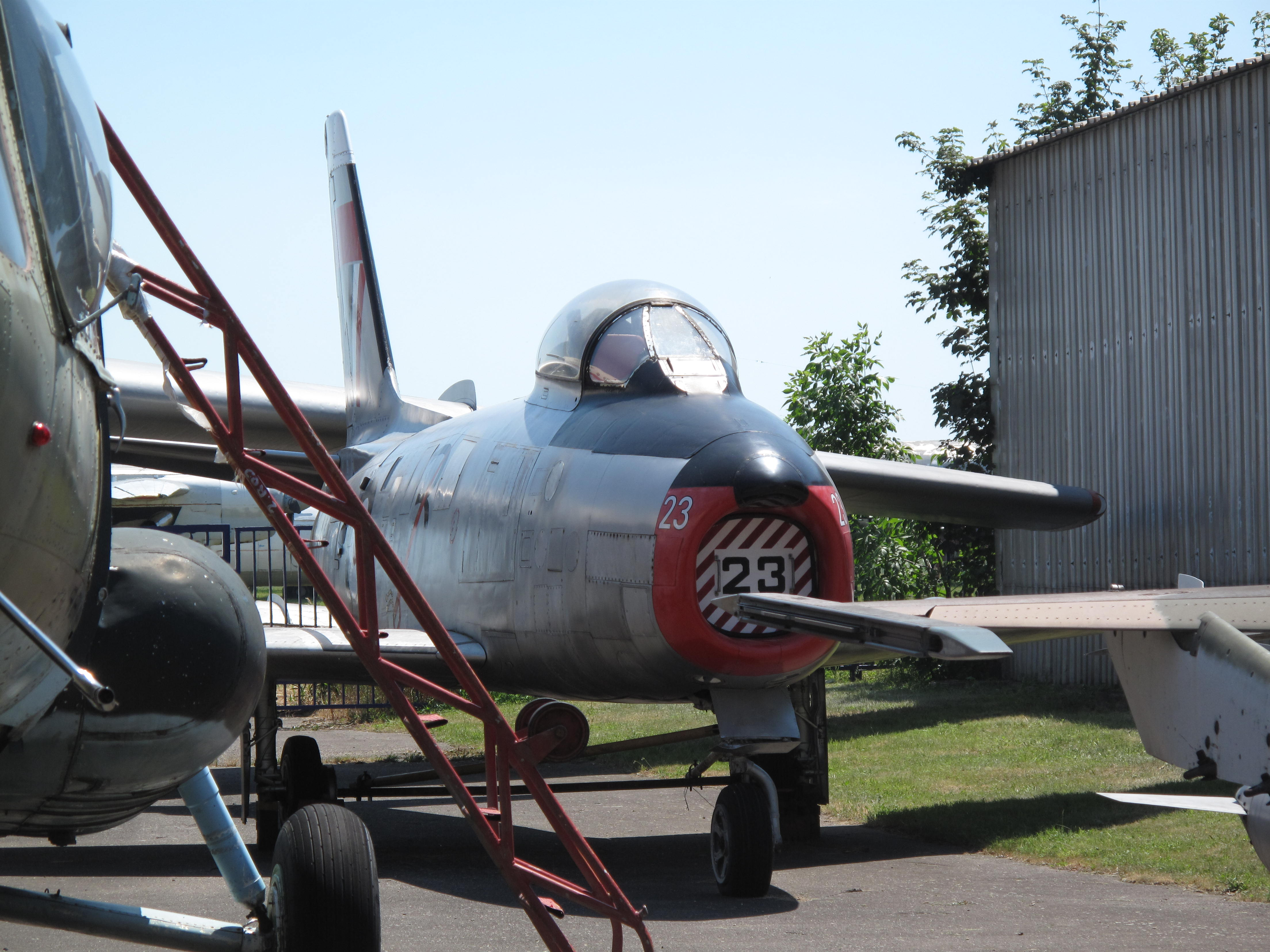
CAC Sabre Mk 30 (A94-923) tại Bảo tàng Hàng không Prague, Kbely.

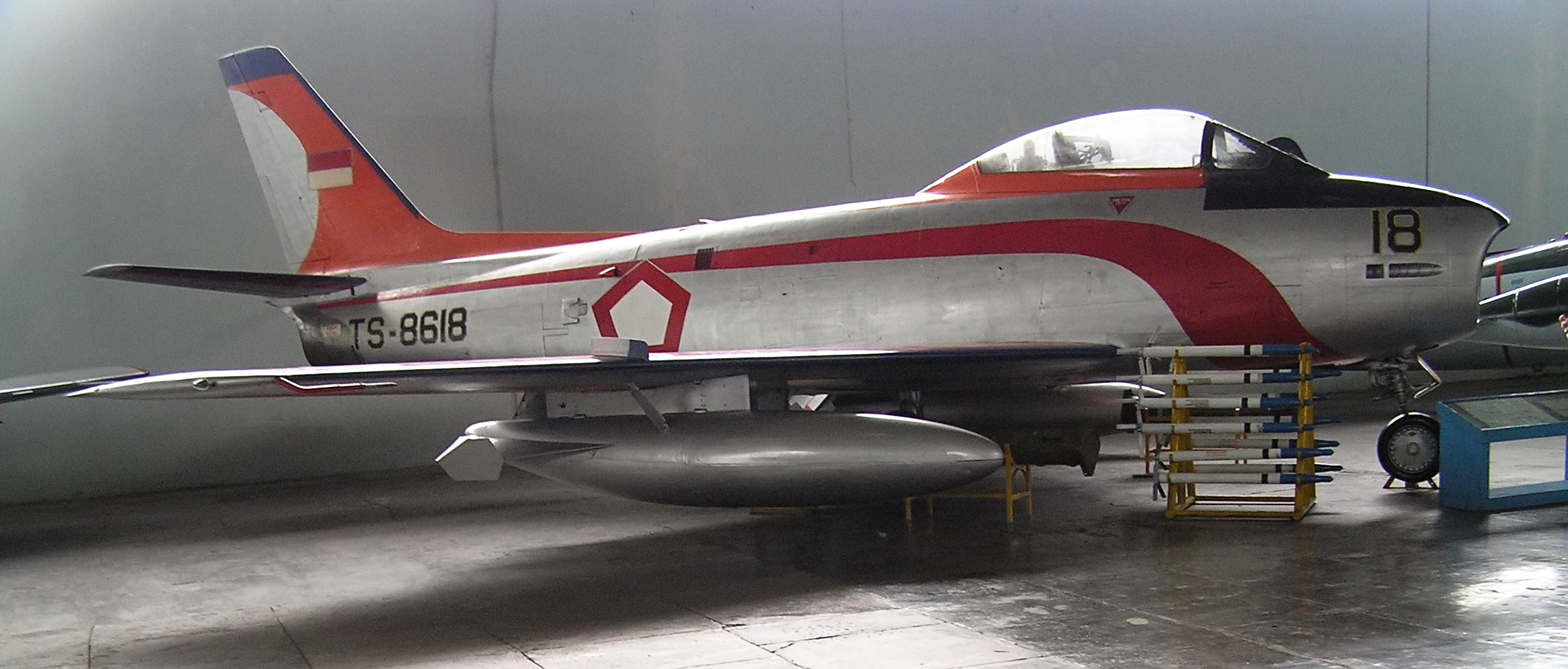
Bảo tàng Không quân Indonesia với mẫu trưng bày Mk 32 (TS-8603, RAAF serial A94-368) sơn màu của không quân Indonesia.

Mẫu thử (có tên định danh CA-26 Sabre) bay lần đầu ngày 3/8/1953. Máy bay thành phẩm có tên định danh là CA-27 Sabre và được bàn giao cho Không quân Hoàng gia Australia (RAAF) bắt đầu từ năm 1954. Lô CA-27 đầu tiên được trang bị động cơ Avon 20 và được định danh là Sabre Mk 30. Từ năm 1957 đến 1958 lô CA-27 này có vài sửa đổi nhỏ ở phần cánh và lại được tái định danh thành Sabre Mk 31. Sau đó có thêm một lô 20 chiếc Sabre mới được bổ sung. Lô máy bay cuối cùng được định danh là Sabre Mk 32 và sử dụng động cơ Avon 26.

## Lịch sử hoạt động
RAAF sử dụng CA-27 từ năm 1956 đến năm 1971. 
Trong giai đoạn 1958–60, những chiếc CAC Sabre chủ yếu tham gia các nhiệm vụ cường kích, tấn công các mục tiêu của quân du kích cộng sản ở Malaya trong Cuộc khủng hoảng Malaya, chúng thuộc các phi đoàn số 3 và 77 của RAAF. Do cuộc khủng hoảng, nên chúng tiếp tục đóng tại Malaysia ở RAAF Butterworth. Từ tháng 8/1964 trở đi, những chiếc Sabre có vài lần chạm trán với những chiếc tiêm kích MiG-21 của Indonesia. Tuy nhiên, máy bay của Indonesia thường quay trở lại trước khi vượt qua ranh giới quốc tế.
Năm 1962, 8 chiếc CA-27 được tách ra và sau đó được hợp lại thành Phi đội 79 RAAF, chúng được gửi từ Butterworth tới RAAF Ubon ở Ubon, Thái Lan, nhằm hỗ trợ cho các chính phủ Thái và Lào chống lại những người du kích cộng sản. Australia và Thái Lan là đồng minh của Việt Nam Cộng hòa và Mỹ trong Chiến tranh Việt Nam, phi đội 79 thường thực hiện các phi vụ phòng không cho các máy bay cường kích và ném bom của Không quân Mỹ ở Ubon. Phi đội 79 này chưa bao giờ chạm trán các máy bay của Miền bắc Việt Nam hay lực lượng phòng không mặt đất, chúng được rút đi vào năm 1968.
Những chiếc CAC Sabre cũ của RAAF được bán lại cho Không quân Hoàng gia Malaysia (TUDM), và TUDM sử dụng chúng trong giai đoạn 1969-1972. Cùng với mối quan hệ ngoại giao tốt hơn với Indonesia, 23 chiếc CAC Sabre đã được tặng cho Không quân Indonesia (TNI-AU) từ năm 1973 tới 1975; 5 chiếc trong số đó là máy bay cũ của Malaysia.
1 chiếc Sabre của RAAF có số A94-983 hiện vẫn giữ được tình trạng tốt, có thể bay được, nó đang được trưng bày thuộc Bảo tàng Hàng không Temora ở New South Wales.

## Biến thể
CA-26 Sabre
Mẫu thử, 1 chiếc được chế tạo.
CA-27 Sabre Mk 30
Phiên bản sản xuất đầu tiên trang bị động cơ Avon 20; 22 chiếc được chế tạo.
CA-27 Sabre Mk 31
Phiên bản giống với Mk 30 nhưng cánh có sửa đổi; 20 chiếc được chế tạo và những chiếc Mk 30 còn lại được chuyển đổi sang tiêu chuẩn này.
CA-27 Sabre Mk 32
Lô sản phẩm cuối cùng với 4 giá treo dưới cánh, trang bị động cơ Avon 26 và tăng khả năng chứa nhiên liệu; 69 chiếc được chế tạo.

## Quốc gia sử dụng
Úc
- Không quân Hoàng gia Australia[3]
  - Phi đoàn 3 RAAF
  - Phi đoàn 75 RAAF
  - Phi đoàn 76 RAAF
  - Phi đoàn 77 RAAF
  - Phi đoàn 79 RAAF
  - Đơn vị Huấn luyện Tác chiến 2 RAAF
  - Đơn vị Huấn luyện Tác chiến 5 RAAF

 Indonesia
- Không quân Indonesia
  - Phi đoàn 14

 Malaysia
- Không quân Hoàng gia Malaysia
  - Phi đoàn 11
  - Phi đoàn 12

## Tính năng kỹ chiến thuật (Mk 32)
Dữ liệu lấy từ Meteor, Sabre and Mirage in Australian Service

### Đặc điểm riêng
- Tổ lái: 1
- Chiều dài: 37 ft 6 in (11,43 m)
- Sải cánh: 37 ft 1 in (11,3 m)
- Chiều cao: 14 ft 5 in (4,39 m)
- Diện tích cánh: 302,3 sq ft (28,1 m²)
- Trọng lượng rỗng: 12.000 lb (5.443 kg)
- Trọng lượng tải: 16.000 lb (7.256 kg)
- Trọng lượng cất cánh tối đa: 21.210 lb (9.621 kg)
- Động cơ: 1 động cơ phản lực Rolls-Royce Avon, lực đẩy 7.500 lbf (33,4 kN)

### Hiệu suất bay
- Vận tốc cực đại: 700 mph (1.100 km/h) (605 knot)
- Tầm bay: 1.153 mi, (1.000 NM, 1.850 km)
- Trần bay: 52.000 ft (15.850 m)
- Vận tốc lên cao: 12.000 ft/min trên mực nước biển (61 m/s)

### Vũ khí
- 2 pháo ADEN 30 mm, 150 viên đạn mỗi khẩu
- 24 đạn phản lực Hispano SURA R80 80mm
- 2 tên lửa không đối không AIM-9 Sidewinder
- 5,300 lb (2,400 kg) bom.

### Máy bay có cùng sự phát triển
- North American F-86 Sabre
- Canadair Sabre

### Máy bay có tính năng tương đương
- Dassault Super Mystère
- de Havilland Venom
- Hawker Hunter
- Mikoyan-Gurevich MiG-15
- Mikoyan-Gurevich MiG-17
- Republic F-84F Thunderstreak
- Saab 32 Lansen
- Sukhoi Su-9